# Louis Delpech
Pour les articles homonymes, voir Delpech.
Louis Delpech est un homme politique français né à La Tour-d'Aigues, dans le Vaucluse, le 8 septembre 1834, et décédé à Paris, le 2 avril 1896.

## Biographie
Après avoir été reçu en 1851, puis chassé de l'école des Beaux-Arts d'Aix-en-Provence, il travaille un temps pour une entreprise de commerce, à Marseille, avant de s'engager dans l'Armée d'Afrique. Il y reste jusqu'en 1856. Sa vie publique commence après l'Empire, quand il devient sous-préfet d'Aix-en-Provence, en 1870, puis préfet des Bouches-du-Rhône. Durant la guerre de 1870, il rejoint l'Armée des Vosges, sous les ordres de Garibaldi. À la fin de la guerre, il retourne à la vie civile, avec une activité professionnelle dans le domaine des transports ferroviaires, en France et au Portugal.
Il est député de Vaucluse de 1889 à 1893, Conseiller général de Vaucluse de 1892 à 1895 et président du conseil général de Vaucluse de 1892 à 1893.

### Sources
- Adolphe Robert et Gaston Cougny, Dictionnaire des Parlementaires français, Paris, Dourloton, 1889